# Herma Körding

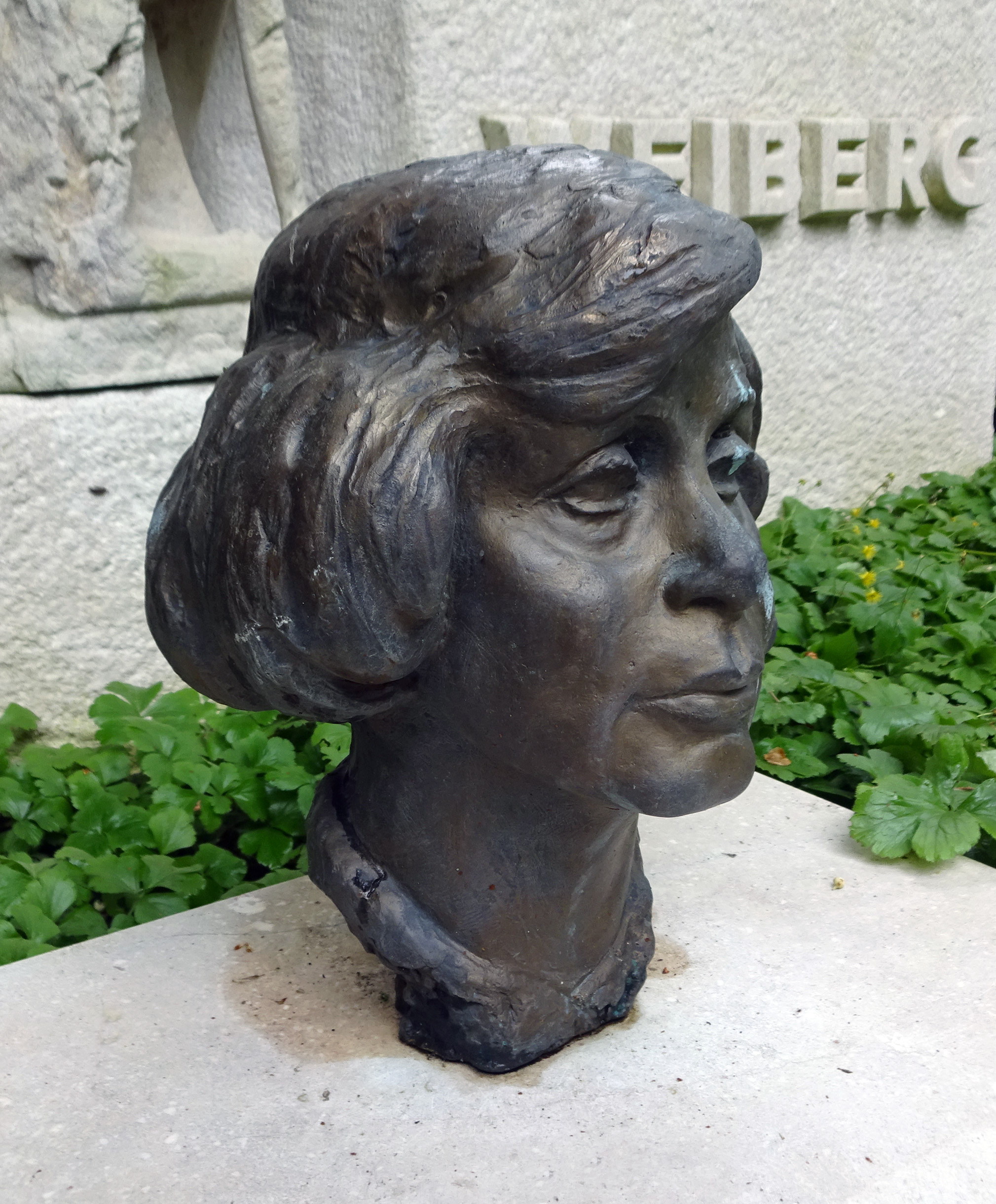
Herma Körding (Portraitplastik Karl-Heinz Klein)

Herma Körding (* 7. Dezember 1927 in Kiel; † 31. Mai 2010 in Düsseldorf) war eine deutsche Malerin.

## Leben
Herma Körding, Tochter einer Hamburger Familie, begann ihr Kunststudium im Jahre 1948 an der Staatlichen Akademie der Bildenden Künste Karlsruhe in der Klasse für Malerei von Wilhelm Schnarrenberger und in der Zeichenklasse von Otto Laible. 1950 ging sie nach Paris an die École nationale supérieure des beaux-arts, besuchte dort die Klasse von Jean Dupas (1882–1964), und 1951 an die Académie Julian zu André Planson (1898–1981). Von 1953 bis 1956 folgte der Besuch der Kunstakademie Düsseldorf, wo sie im Atelier von Ferdinand Macketanz arbeitete.
Nach einem Stipendium der Harvard University erhielt Körding in 1963 als erste Frau den Pfalzpreis für Malerei des Landes Rheinland-Pfalz und 1972 die Auszeichnung mit dem „Croix de Chevalier pour l’Art et Humanisme“ in Lyon. Mit Konrad Klapheck und anderen beeinflusste Körding die Düsseldorfer Kunstszene. Ende der 1960er Jahre stritt sie dafür, dass die Düsseldorfer Künstlerinnen eigene Ausstellungsräume erhielten; die Stadt stellte diese fast ausschließlich den männlichen Kollegen zur Verfügung. Anfang der 1970er Jahre konnten die Künstlerinnen eine Ausstellung in der alten Messe an der Fischerstraße gestalten. Körding war Mitglied im Künstlerverein Malkasten und zudem jahrelang die einzige Frau in dessen Vorstand. In der Malerei galt ihr künstlerisches Schaffen dem Stillleben, der Landschafts- und Porträtmalerei sowie Zeichnungen.
Am 31. Mai 2010 starb Herma Körding im Alter von 82 Jahren in Düsseldorf. Ihre Porträtplastik, gefertigt vom Bildhauer Karl-Heinz Klein, befindet sich auf der Grabstätte der Familie Weiberg, Nordfriedhof Düsseldorf.
2021 wurde beschlossen, eine Straße in Düsseldorf-Stockum nach ihr zu benennen. Das neue Stadtquartier Deiker Höfe liegt an der neuen Herma-Körding-Straße.

## Werke (Auswahl)
- Stilleben mit Paprika und Melone
- Rittersporn im Garten

## Publikationen
- Düsseldorfer Köpfe, Aquarellierte Bleistiftzeichnungen. Grupello Verlag, Düsseldorf 2000, ISBN 3-933749-49-2.
- Düsseldorfer Köpfe II, St. Andreas trifft St. Maximilian. Grupello Verlag, Düsseldorf, 2007, ISBN 978-3-89978-081-9.

## Ausstellungen (Auswahl)
- Große Düsseldorfer Kunstausstellung
- 1984: Künstlerverein Malkasten, Düsseldorf
- 1987/1988: Malerei aus 35 Jahren, Kunsthalle Düsseldorf
- 1989/1990: Kolorierte Kohlezeichnungen, Pfalzgalerie, Kaiserslautern
- 1997: Madonna der Meerestiere, Orangerie Benrath
- 1997/1998: Herma Körding zum 70. Geburtstag - „Bildnis - Stilleben“, Stadtmuseum Düsseldorf
- 2006: Porträt-Serie Altstadt Menschen, St. Andreas, Düsseldorf; St. Maximilian, Düsseldorf